# Kromsluiten
Kromsluiten is een lijfstraf waarbij iemands handboeien en voetboeien werden samengebonden, soms aan een metalen staaf. In Brits-Indië kon iemand dan op een mieren- of termietenhoop worden gegooid.

## Achtergrondliteratuur
- E.A. Bik en Doeke Roos – Kromsluiting in de ijzers: Uitspraken van de Raad van Tucht (voor de Koopvaardij) 1856-1909 (uitgeverij De Bataafsche Leeuw, 1e druk, 1995)